# Carlo Marchione
Carlo Marchione (né en 1964 à Rome) est un guitariste classique italien. Il est aujourd'hui considéré comme l'un des meilleurs interprètes et pédagogues de sa génération. Il enseigne au Conservatorium Maastricht aux Pays-Bas.

## Biographie
Carlo Marchione prend ses premières leçons de guitare avec L. Cauzo, puis étudie plus tard avec L.Galuzzi. 
Admis en 1976 au Conservatoire de l'Académie nationale de Sainte-Cécile de Rome, dans la classe de Mario Gangi, il achève sa formation en 1983 avec distinction.
En raison de son grand intérêt pour la musique ancienne, il suit les cours de Betho Davezac et Toyohito Satoh sur les musiques de la Renaissance et baroque.
Il est lauréat de nombreux concours internationaux:
- Ancône : 1979/80
- Legnani, Parma 1981
- Mauro Giuliani, 1982
- Ville de Sablé, 1985
- Gargnano 1989
- Nicolo Paganini, 1991
- Citta di latina, 1992

Il est régulièrement invité dans de nombreux festivals dans l'Europe entière, soit comme soliste, soit comme concertiste.